# Cutie Honey '21
Cutie Honey '21 (キューティーハニー天女伝説?, Kyūtī Hanī: Tennyo Densetsu) è un manga di Gō Nagai, sequel dei manga Cutie Honey del 1973 e Cutie Honey del 1992, entrambe realizzate sempre da Nagai. In Italia il manga è stato pubblicato dalla d/visual.

## Trama
Anno 2005. La polizia, non più in grado di portare a termine i propri compiti da sola per il troppo crimine, spesso chiede aiuto ad alcuni investigatori privati nei casi più complessi ed importanti.
Uno dei questi investigatori è Seiko Hayami, che, con l'aiuto della sua assistente Hisashi Hanyu, rimarrà coinvolta in alcuni misteriosi casi in cui fanno la loro apparizione delle creature mostruose, che finiranno per portare tutti gli indizi verso l'organizzazione terroristica/religiosa Panther Claw, che adora la dea Zora, sotto la guida dell'inquietante Sister Jill.
Sconfiggere l'organizzazione sembra impossibile, ma dalla parte di Seiko c'è una potentissima arma: l'androide dalle sembianze di fanciulla Cutie Honey. Cutey Honey infatti in passato era riuscita già nell'impresa di debellare Panther Claw, ed adesso è tornate in soccorso di Seiko, sotto le mentite spoglie di Hisashi.